# 일본의 음식 기원 신화
일본 신화에서의 음식 기원 신화(일본어: 日本神話における食物起源神話)는 일본 신화의 음식 기원의 기술은 동남아에서 흔히 볼 수 있는 신화의 특징이 있다. 즉, 배설물에서 식물 등을 낳는 신을 죽임으로써 식물의 씨앗이 태어났다고 하는 것이다. 또 하늘에서 식물의 씨앗을 가진 신이 하늘 내리고 왔다며 기술도 보인다. 이것은 그리스의 데메테르 신화와 유사하다.

## 하이누벨레 신화 형식

### 오게쓰히메노와 스사노오
고사기에서 아마테라스 오미카미가 동굴에 숨은 사건 후에 다카마가하라에서 추방된 스사노오가, 음식물의 신인 오게쓰히메노카미에게 음식을 요구한 이야기로서 나와있다.
오게쓰히메는 코나 입, 엉덩이부터 다양한 식자재를 꺼내 요리하여 스사노오에게 바쳤다. 그러나 그 모습을 들여다본 스사노오는 음식을 더럽혀 대접했다고 생각하고, 죽이고 말았다.
오게쓰히메의 시체에서 다양한 식물의 씨앗 등이 생겨났다. 머리에 누에, 눈에 벼, 귀에 좁쌀, 코에 팥, 음부에 보리, 엉덩이에 콩이 태어났다. 가미무스비가 이것들을 주워 오곡의 씨앗으로 했다.

### 호도 식신
일본서기에서는 같은 설화가 신 출산의 제11의 한 책에  호도 식신의 이야기로 나온다.
아마테라스 오미카미는 쓰쿠요미에, 갈대밭 중국에 있는 우케 모치라는 신을 보고 오라고 명령했다. 쓰쿠요미가 모치의 곳에 가면 우케 모치는 입에서 쌀밥, 생선, 모피 동물을 내고 그들로 츠쿠요미를 맞이하였다. 쓰쿠요미는 분노하여, 우케 모치를 베어 버렸다. 그것을 듣는 아마테라스는 분노, 이제 쓰쿠요미는 만나고 싶지 않다고 말했다. 그래서 태양과 달은 낮과 밤과 헤어져 나오게 된 것이다.
아마테라스가 재밌는 떡의 곳에 하늘 웅인 을, 재밌는 떡은 죽어 있었다. 보식 신의 시신의 머리에서 마소, 이마에서 조 눈썹에서 누에, 눈에서 피, 배에서 벼, 음부에서 보리·콩·팥이 태어났다. 곰 사람이 이 모든 것을 가져가면, 아마테라스는 기뻐하며 백성이 살아가는 데 필요한 음식이라며 이들을 논밭의 씨로 했다.

### 와카산 영혼에서
또 일본서기의 신 출산의 제2의 한 책에는 불의 신 과 이자나미 가 죽기 직전에 낳은 땅의 미칭 사이에서 태어난 와카산 영혼 의 머리 위에 누에와 뽕이 생겨 배꼽 속에 오곡이 태어났다는 설화가 있다. 백 무스비이 사망(살해당한)인지 여부의 기술이 없지만 신화 형식으로 분류되는 것이다.

## 데메테르 신화 형식

### 니니기
일본 서기의 천손 강림의 제2의 한 책에는 아마테라스가 타카 마가 하라에 있는 벼 이삭을 하늘 비의 시호 귀에 주고, 아메노오시호미미노미코토은 하늘 내릴 때 태어난 니니기에게 그것을 하사해 하늘에 돌아갔다는 기술이 있다.
또 히나타 풍토기 일문에는 하늘 내린 니니기이 하늘에서 가져온 볍씨를 지상에 뿌렸다 있다.
이잡 궁의 신화에서는 벼는 아마테라스가 타카 마가 하라의 사이의 칸다에 있는 벼 이삭을 반입하다.

### 오십 맹신
일본 서기의 야마타노오로치 퇴치의 제4의 한 책에서는 타카 마가 하라에 추방된 스사노오 은 신라에 내려왔지만 여기에 있고 싶지 않아 라고 말해 이즈모로 향한다. 이때 스사노오의 자식의 오십 맹신 은 타카 마가 하라에서 가져 온 나무의 씨를 신라에는 심지 않고 일본국의 미칭 에 뿌렸기 때문에 일본국의 미칭은 파릇파릇한 땅이 되었다고 한다.
상기의 신화와는 다르지만, 처녀 자리(데메테르)가 가지고 있는 맥수는 그리스에서는 보리 별로 불린다. 일본에서는 목동 자리의 아크투루스가 보리 별로 불린다. 모두가 그 경도에 있어서의 보리 이삭이 여물시기에 나타나는 별들로 농업의 수확 시기에 공통된 신앙이 있었던 일이 있다.

## 조몬 시대의 신화에서
신화학자 요시다 아쓰히코는 조몬 시대 중기의 토우의 대부분이 지모 신적 여성을 표현하고 파괴되고 있다는 점에 주목했다. 이것은  지모신이 죽어 뿔뿔이 흩어지게 되어 거기에서 사람들의 도움이 될 것이 탄생했다 라는 신화를 여신의 표상인 토우를 파괴하고 분할하는 행위에 따라 의례적으로 재현한 흔적 아니냐고 생각한 것이다. 이 설에 의하면 오곡 재배와 함께 이미 승문 중기에 일본 열도로 알려져 있었다는 것이다.